# Kataloniens MotoGP 2009
Kataloniens MotoGP 2009 kördes den 14 juni på Circuit de Catalunya.

## MotoGP

### Slutresultat
| Plats | Förare           | Märke    | Grid | Kvaltid  |
| ----- | ---------------- | -------- | ---- | -------- |
| 1     | Valentino Rossi  | Yamaha   | 2    | 1.41,987 |
| 2     | Jorge Lorenzo    | Yamaha   | 1    | 1.41,974 |
| 3     | Casey Stoner     | Ducati   | 3    | 1.42,426 |
| 4     | Andrea Dovizioso | Honda    | 4    | 1.42,594 |
| 5     | Loris Capirossi  | Suzuki   | 11   | 1.43,365 |
| 6     | Dani Pedrosa     | Honda    | 8    | 1.43,207 |
| 7     | Colin Edwards    | Yamaha   | 6    | 1.43,168 |
| 8     | Randy de Puniet  | Honda    | 7    | 1.43,175 |
| 9     | Mika Kallio      | Ducati   | 10   | 1.43,336 |
| 10    | Nicky Hayden     | Ducati   | 13   | 1.43,414 |
| 11    | Chris Vermeulen  | Suzuki   | 12   | 1.43,411 |
| 12    | Alex de Angelis  | Honda    | 14   | 1.43,422 |
| 13    | James Toseland   | Yamaha   | 9    | 1.43,233 |
| 14    | Marco Melandri   | Kawasaki | 17   | 1.43,792 |
| 15    | Sete Gibernau    | Ducati   | 15   | 1.43,714 |
| 16    | Niccolò Canepa   | Ducati   | 18   | 1.43,991 |
| 17    | Gábor Talmácsi   | Honda    | 19   | 1.45,833 |
| 18    | Toni Elías       | Honda    | 5    | 1.43,139 |
| 19    | Yuki Takahashi   | Honda    | 16   | 1.43,777 |